# Ceratothalama
Ceratothalama är ett släkte av fjärilar. Ceratothalama ingår i familjen mott.
Kladogram enligt Catalogue of Life:
| Ceratothalama | \| \| Ceratothalama argosema \| \| \| \| \| \| Ceratothalama chinophthalma \| \| \| \| |
|               | \| \| Ceratothalama argosema \| \| \| \| \| \| Ceratothalama chinophthalma \| \| \| \| |
|               | Ceratothalama argosema                                                                 |
|               |                                                                                        |
|               | Ceratothalama chinophthalma                                                            |
|               |                                                                                        |